# Dora Sarra
Dora Sarra (1964) è un'ex cestista italiana.
Ala, ha giocato in Serie A1 con Palermo.